# Фиби и единорог
Фиби и единорог — стрип-комикс американской художницы Даны Симпсон. Начал публиковаться в апреле 2012 года на портале Gocomics.com как веб-комикс и продолжается до настоящего времени. С 2014 года комикс издается также и в бумажном варианте, в том числе с 2018 года на русском и немецком языках и с 2019 на польском языке. Имеет награды и премии: Washington State Book Awards в 2015 году и PNBA Book Awards в 2016 году.
Заглавными героями комикса являются девочка Фиби и единорог Мэриголд. Эпизодическими персонажами являются родители Фиби, её одноклассники, учителя и знакомые, другие единороги, гоблины и так далее.
Фиби (полное имя Фиби Гризельда Хауэлл) — девятилетняя американская школьница. Автор комикса назвала Фиби в честь Фиби Колфилд, персонажа «Над пропастью во ржи», фамилию Фиби получила в честь друга детства автора. Второе имя Фиби — Гризельда — отсылка к песне Monkees «Your Antie Grizelda». Фиби живет в вымышленном городе Типтон в штате Вашингтон, название города является отсылкой к музыканту Билли Ли Типтону. Мэриголд (Полное имя Мэриголд Небесные Ноздри) — единорог. Её образ основывается на книге «Последний Единорог», её имя — результат работы онлайн-генератора единорожьих имен. Комично самовлюбленная (может часами любоваться собственным отражением), что однако не мешает ей дружить с Фиби. Возраст неизвестен, но огромен (в одном из стрипов говорила, что «видела, как цивилизации рождаются и умирают», в другом — что когда она была жеребенком, «тут все кругом было ледником»). Как и все единороги, обладает магическими способностями, такими как перенаправление дождя, отправка текстовых сообщений и раздача Wi-Fi через рог. Однако наиболее часто используемым заклинанием является «Щит скуки», благодаря которому видящие её люди не воспринимают единорога как что-то необычное, что позволяет ей нормально общаться с Фиби.
Действие комикса происходит в так называемом «замороженном времени» (так же, как, например, в мультсериале Симпсоны) — несмотря на то, что комикс идет уже более десяти лет, и регулярно появляются стрипы, посвященные ежегодным праздникам, возраст Фиби в нём не меняется.